# Prawo prasowe
Prawo prasowe – polska ustawa z 26 stycznia 1984 roku zawierająca przepisy prawa cywilnego dotyczące osób pracujących w mediach jako dziennikarze, wydawcy informacji, edytorzy informacji.

## Zakres regulacji
Ustawa określa:
- zakres wolności prasy i funkcje prasy w państwie
- obowiązki organów władzy publicznej i podmiotów prywatnych wobec prasy
- prawa i obowiązki dziennikarzy
- organizację działalności prasowej
- zasady publikacji sprostowań
- zasady publikacji komunikatów, ogłoszeń i reklam w prasie
- zasady odpowiedzialności cywilnej i karnej za naruszenia przepisów ustawy
- szczególny tryb postępowania w sprawach prasowych.

## Rada Prasowa
Na podstawie uchylonego art. 17 tej ustawy tworzono Radę Prasową, organ pomocniczy Prezesa Rady Ministrów. Miał on charakter opiniodawczy i wnioskujący w sprawach dotyczących prasy i jej roli w życiu społeczno-politycznym kraju. Członków Rady powoływał Prezes Rady Ministrów na okres 3 lat. Był to organ de facto nieistniejący, gdyż ostatni jej skład powołał Zbigniew Messner w 1985 roku.

## Nowelizacje
Ustawę nowelizowano wielokrotnie. Ostatnia zmiana weszła w życie 31 sierpnia 2018 roku. W tym samym roku został ogłoszony tekst jednolity. Ustawą z 20 lipca 2018 roku m.in. przyznano każdemu podmiotowi prawo do udzielania informacji prasie.

## Poprzednie przepisy
W latach 1938–1984 kwestie zawarte w ustawie regulował dekret Prezydenta Rzeczypospolitej z 1938 r. W czasach II RP do 1938 r. kwestie zawarte w tej ustawie regulował, w latach 1919–1927, dekret z 7 lutego 1919 r. w przedmiocie tymczasowych przepisów prasowych, który zastąpiło rozporządzenie Prezydenta Rzeczypospolitej z 1927 roku o prawie prasowem obowiązujące w latach 1927–1930 i uchylone zarządzeniem Prezydenta Rzeczypospolitej z 1930 roku w sprawie ogłoszenia uchwały Sejmu uchylającej rozporządzenia Prezydenta Rzeczypospolitej z 10 maja 1927 roku. W czasach PRL-u kwestie zawarte w ustawie dodatkowo regulował w latach 1946–1984 dekret z 1946 r. o utworzeniu Głównego Urzędu Kontroli Prasy, Publikacji i Widowisk, a w latach 1981–1990 także ustawa z 1981 r. o kontroli publikacji i widowisk, która została uchylona 5 czerwca 1990 roku ustawą z tego samego roku